# Burg Hofen
Die Burg Hofen ist die Ruine einer Höhenburg über dem Neckar bei etwa 240 Metern über NN im Stadtteil Hofen im Stadtbezirk Mühlhausen der Landeshauptstadt Stuttgart. Der Zugang ist über die Wolfgangstraße hinter der St. Barbara Kirche. Sie ist die einzige Burgruine im Stadtgebiet Stuttgarts mit aufragenden Mauerresten.

## Geschichte

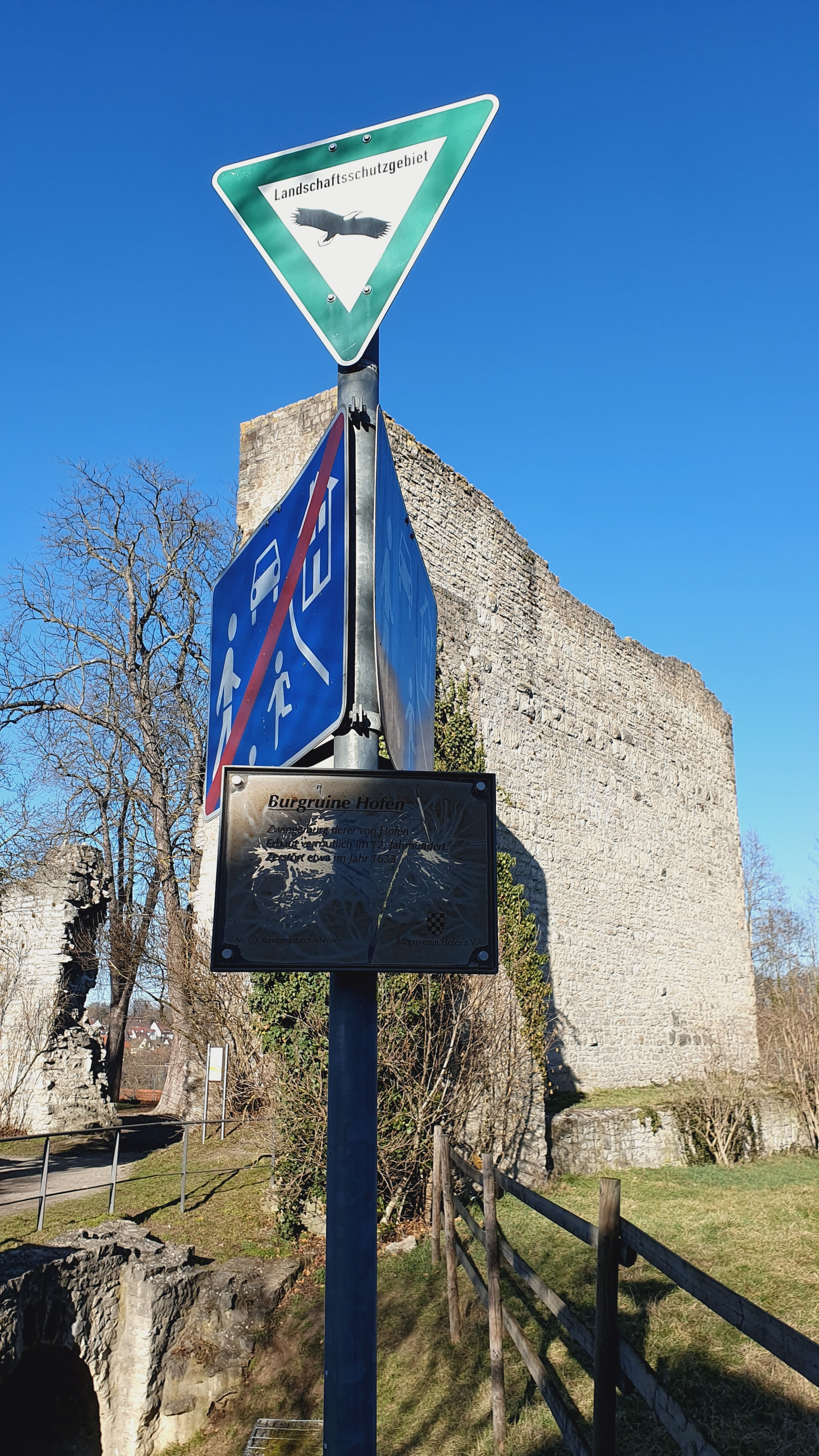
Die Burgruine ist heute Teil eines Landschaftsschutzgebietes

Um 1250 wurde neben dem Dorf Hofen, das erstmals 1120 erwähnt wurde, die Burg von den Grafen von Württemberg zur Sicherung des Neckarübergangs (Furt) und eines Handelsweges erbaut. Als Lehnsherr wird Cuno von Mühlhausen genannt.
Nachdem 1369 der letzte der „von Hofen“, Luithart IV., verstorben war, ging die Burg in den Besitz von Graf Eberhard II. von Württemberg und 1369 als Lehen an die Edelknechte von Neuhausen. Die Freiherren von Neuhausen blieben bis 1753 Besitzer der Burg. Im Dreißigjährigen Krieg wurde die Burg von den Schweden niedergebrannt und ist seither eine Ruine. 1753 überließ Joseph Athanasius Freiherr von Neuhausen Dorf und Burg Hofen dem Herzog Carl Eugen von Württemberg für 28000 fl.
Im 19. Jahrhundert wurde die Burgruine teilweise abgebrochen. Sie wurde 1999 von der Stadt Stuttgart gekauft und die Ruinen saniert.

## Anlage
Von der Anlage der kleinen Kastellburg in Randlage ist zur Angriffsseite hin die acht Meter hohe und 2,5 Meter starke Schildmauer mit dem Turmstumpf sowie weiteren Mauerresten erhalten. Vermutlich befand sich der Palas in der Südostecke und in der Südwestecke ein Holzgebäude.
Die Ringmauer hatte eine Stärke von rund zwei Meter. Der 6,5 mal 6,5 Meter umfassende Bergfried besitzt noch eine Höhe von 13 Metern. Die Kernburg wurde von einem Zwinger und Gräben umgeben. Seit 2000 ist die Burganlage frei zugänglich.

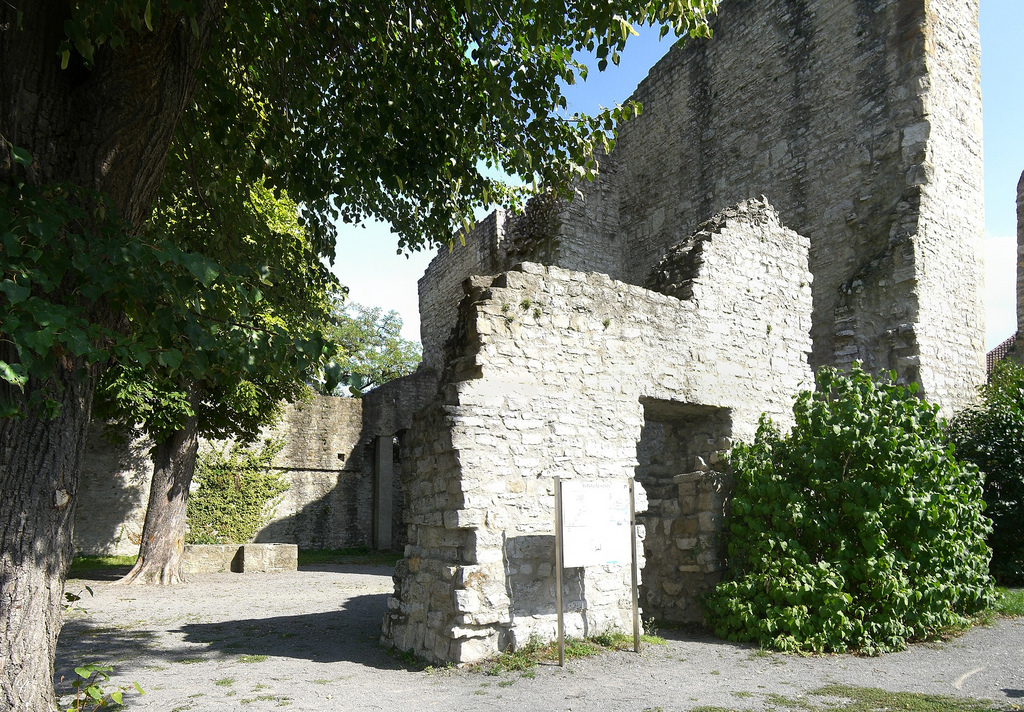
Burgruine heute
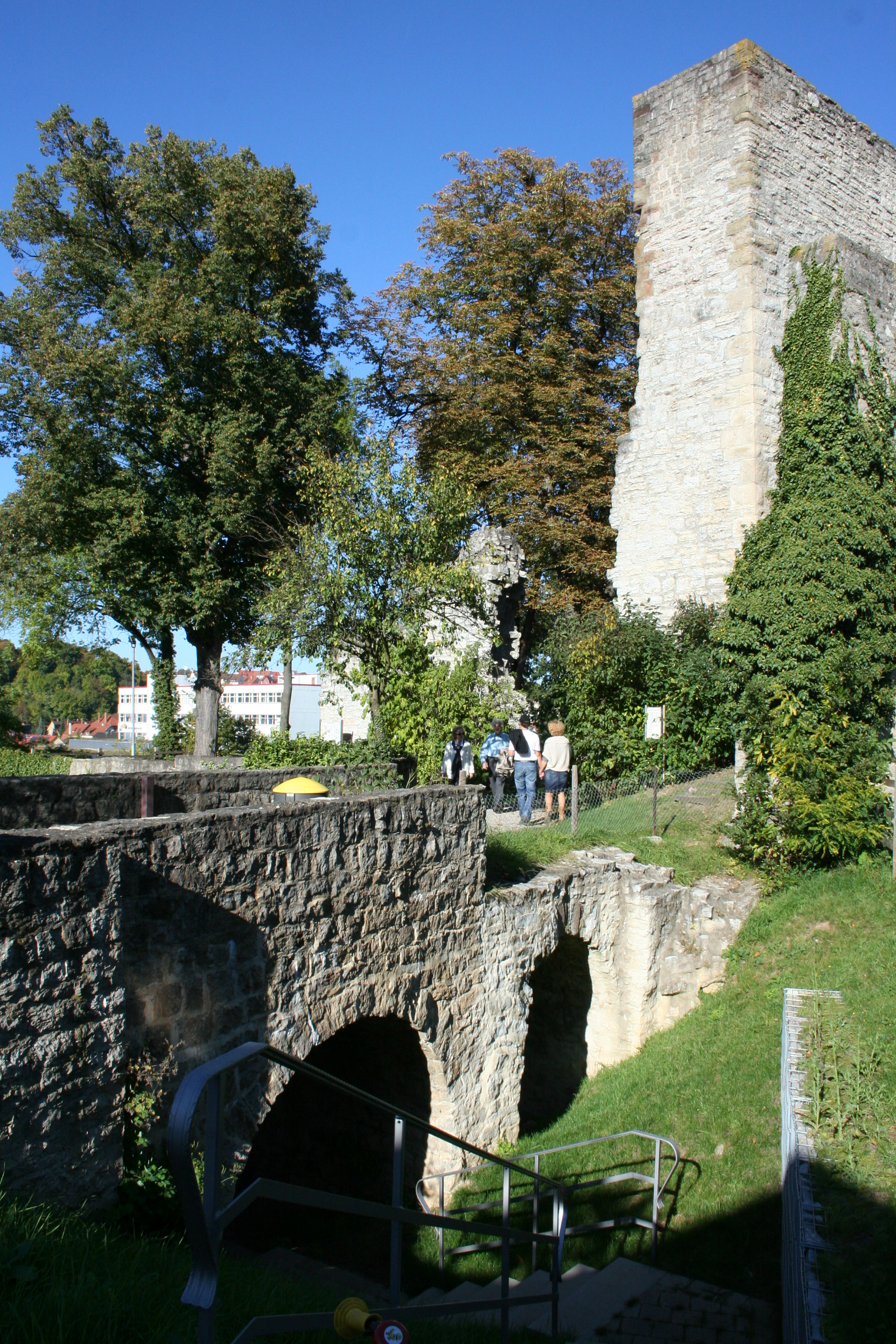
Reste der Schildmauer und Zugangsbrücke
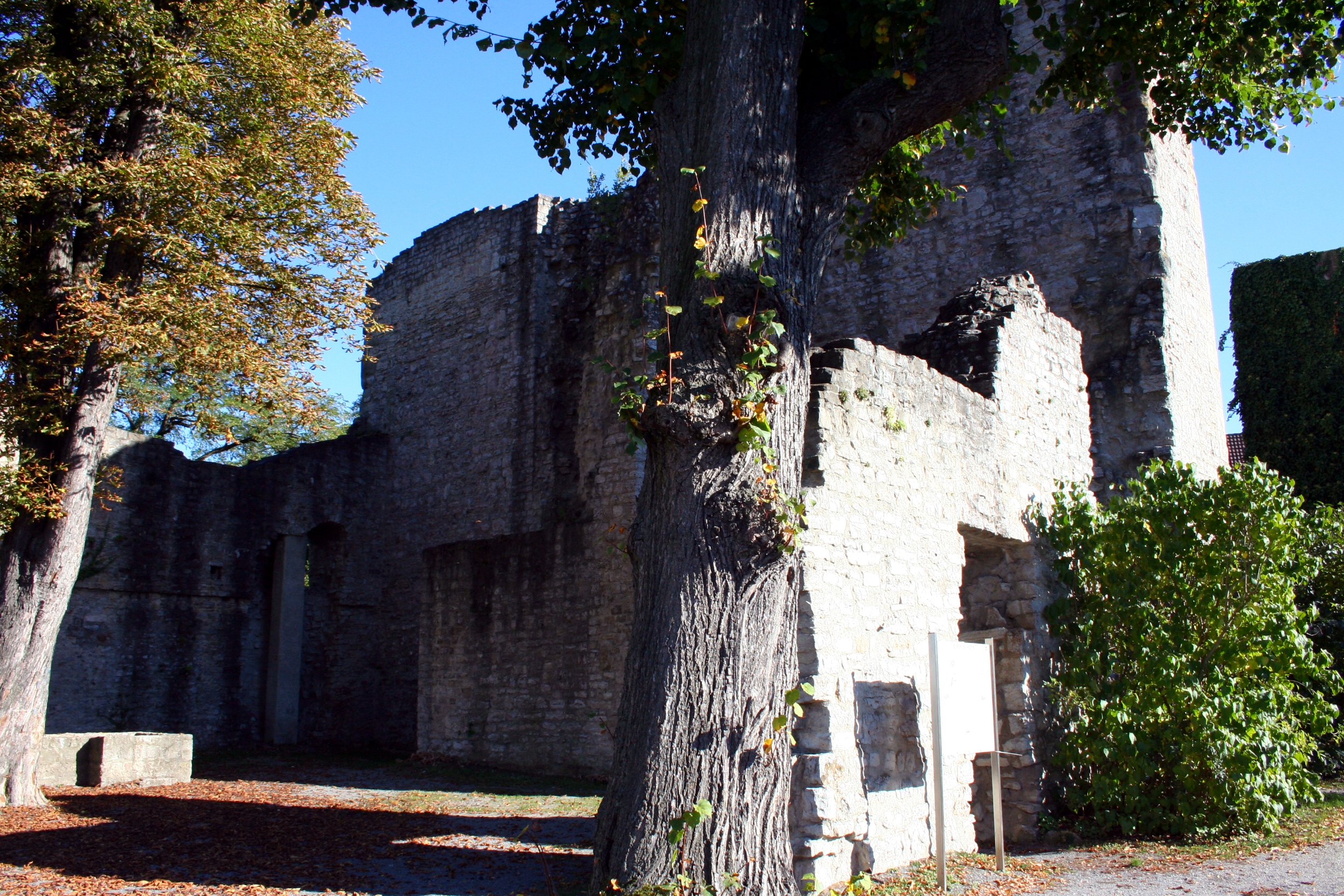
Burghof mit Resten des Palas, angelehnt an die Schildmauer
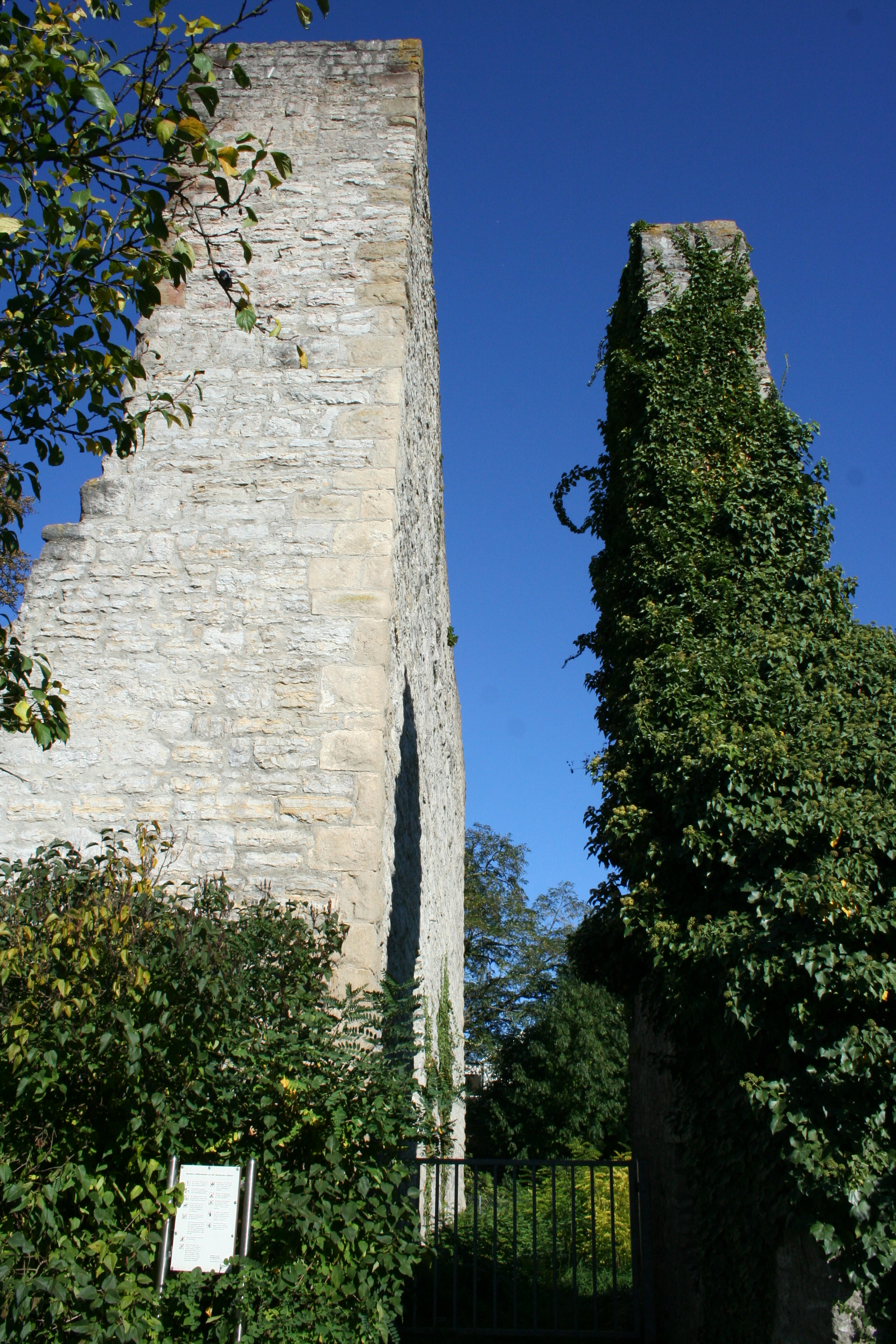
Blick in den schmalen umlaufenden Zwinger
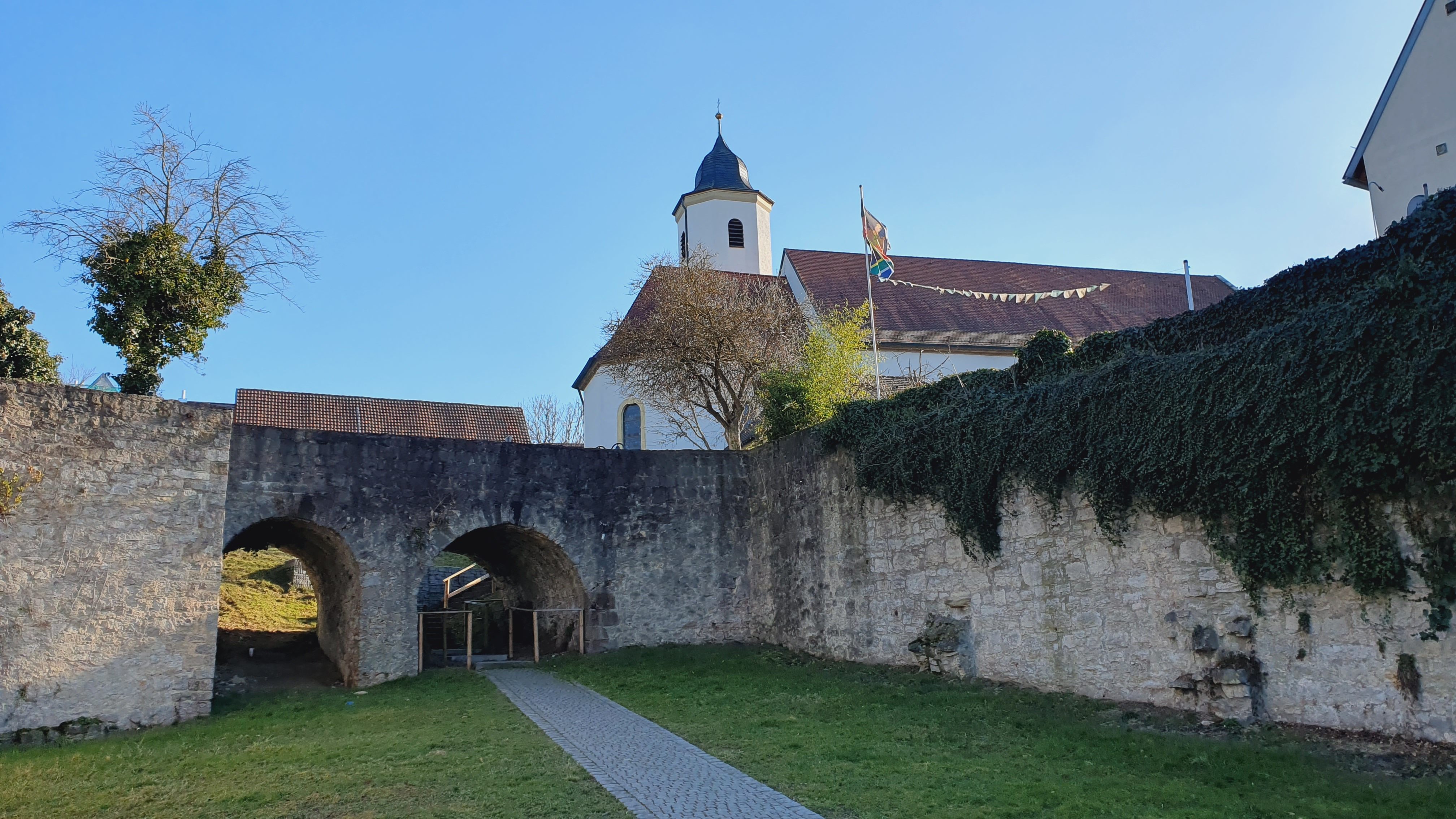
Blick vom breiten Zwinger westlich der Burg zur Zugangsbrücke und St. Barbara Kirche von 1873
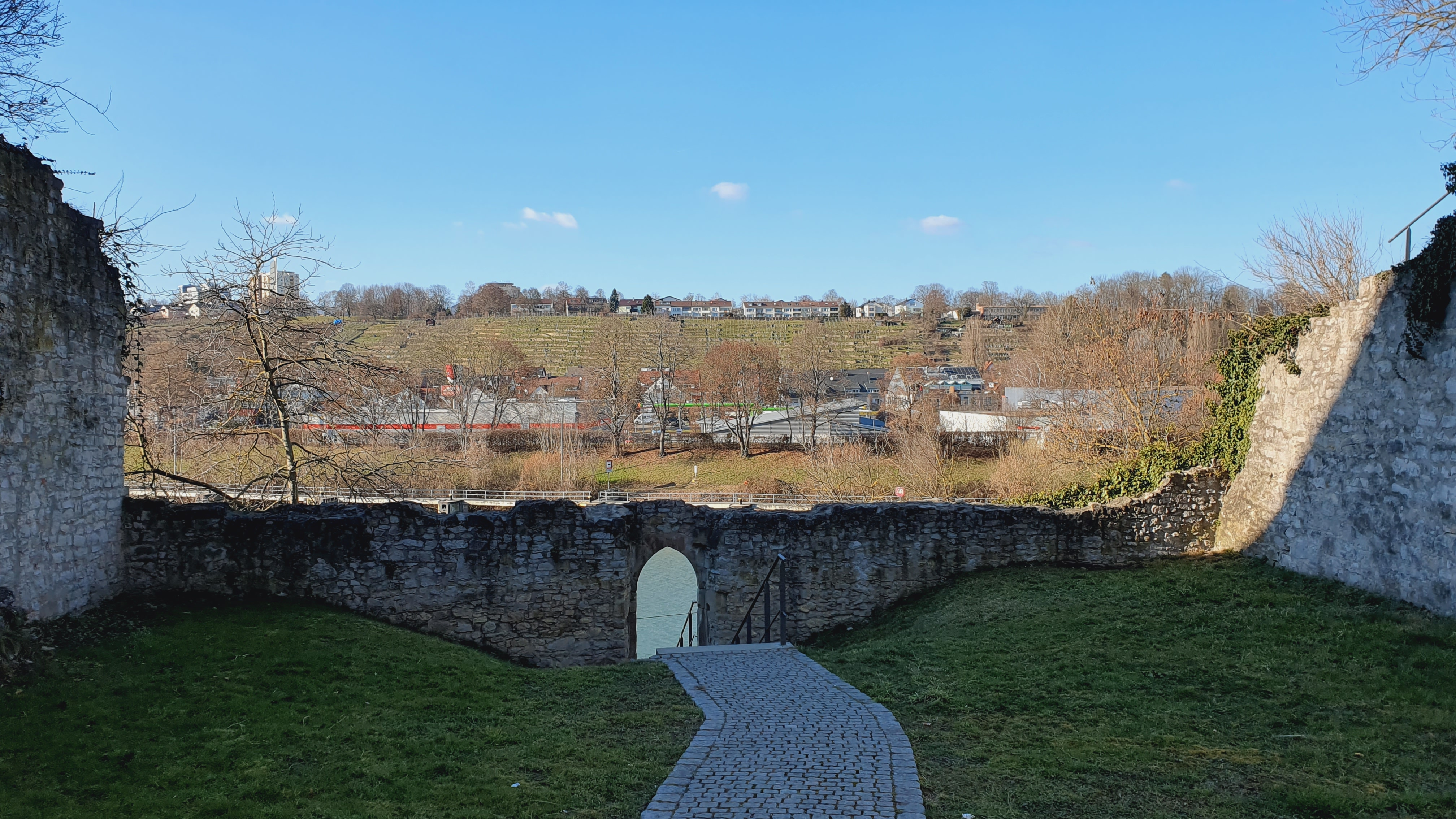
Zwingerblick westlich der Burg Richtung Neckar